# تپه گت قلعه
تپه گت قلعه مربوط به دوران‌های تاریخی پس از اسلام است و در شهرستان مهدیشهر، روستای فولاد محله واقع شده و این اثر در تاریخ ۵ آذر ۱۳۸۰ با شمارهٔ ثبت ۴۴۴۷ به‌عنوان یکی از آثار ملی ایران به ثبت رسیده است.